# Saint-Éloy-les-Tuileries
 Saint-Éloy-les-Tuileries  là một xã thuộc tỉnh Corrèze trong vùng Nouvelle-Aquitaine miền trung Pháp.